# Flesh and Blood (singolo Johnny Cash)
Flesh and Blood è un singolo di Johnny Cash scritto per la colonna sonora del film Un uomo senza scampo. Pubblicato nel 1970 per la Columbia, la canzone raggiunse la vetta della U.S. Billboard Hot Country Singles, posizione che mantenne per una settimana, rimanendo in classifica per tredici settimane.
La canzone è presente anche nella raccolta Unearthed del 2003.